# Heremon gibbifrons
Heremon gibbifrons är en insektsart som beskrevs av Melichar 1906. Heremon gibbifrons ingår i släktet Heremon och familjen sköldstritar. Inga underarter finns listade i Catalogue of Life.